# 12061 Alena
12061 Alena eller 1998 FQ2 är en asteroid i huvudbältet som upptäcktes den 21 mars 1998 av den amerikanske astronomen Tom Stafford vid Zeno-observatoriet. Den är uppkallad efter upptäckarens mor, Alena Ruth Robbins.